# Ernemont-la-Villette
Ernemont-la-Villette é uma comuna francesa na região administrativa da Normandia, no departamento de Sena Marítimo. Estende-se por uma área de 7,5 km². Em 2010 a comuna tinha 189 habitantes (densidade: 25,2 hab./km²).